# U-250 (tàu ngầm Đức)
U-250 là một tàu ngầm tấn công  Lớp Type VII thuộc phân lớp Type VIIC được Hải quân Đức Quốc Xã chế tạo trong Chiến tranh Thế giới thứ hai. Nhập biên chế năm 1943, nó chỉ thực hiện được một chuyến tuần tra duy nhất và đánh chìm một tàu chiến đối phương tải trọng 56 tấn, trước khi bị tàu săn ngầm Liên Xô đánh chìm trong vịnh Phần Lan vào ngày 30 tháng 7, 1944. Con tàu được Hải quân Liên Xô trục vớt vào cuối năm 1944 và tiếp tục phục vụ như là chiếc TS-14, cho đến khi bị tháo dỡ.

## Thiết kế và chế tạo

### Thiết kế

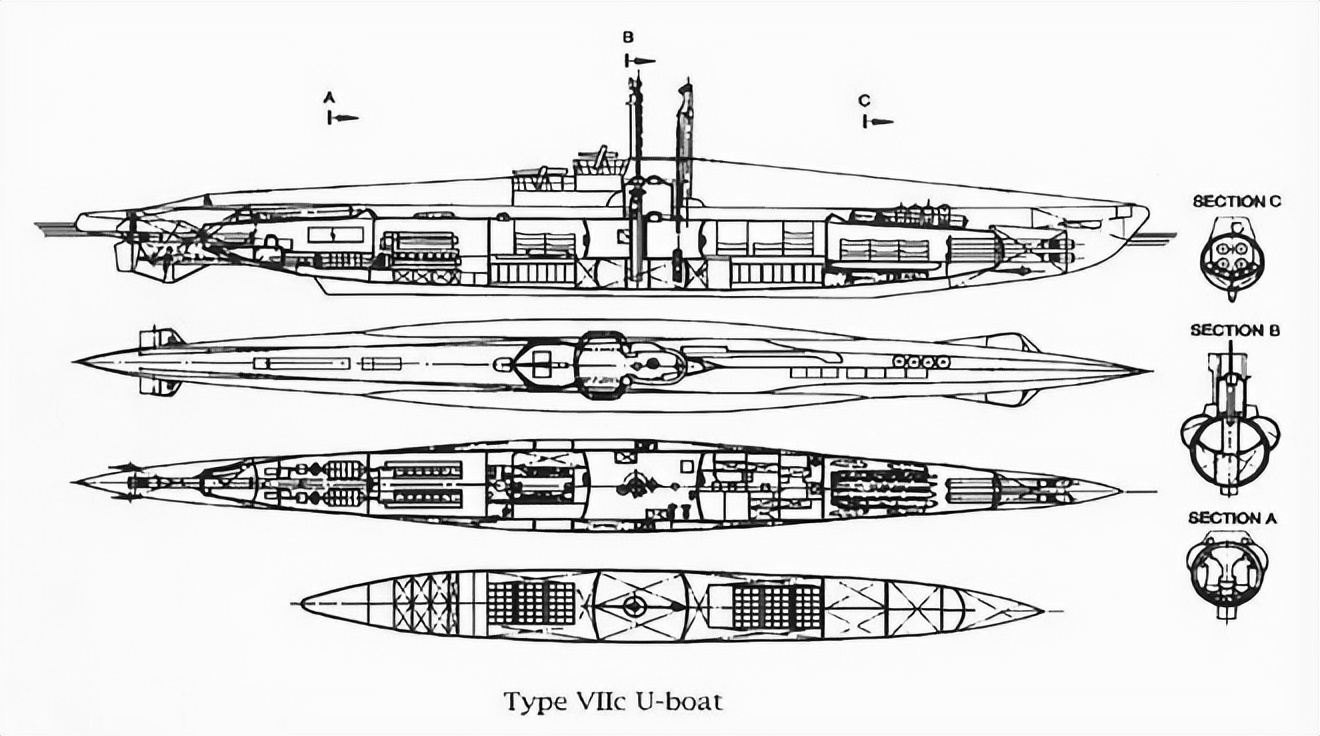
Sơ đồ các mặt cắt một tàu ngầm Type VIIC

Phân lớp VIIC của Tàu ngầm Type VII là một phiên bản VIIB được kéo dài thêm. Chúng có trọng lượng choán nước 769 t (757 tấn Anh) khi nổi và 871 t (857 tấn Anh) khi lặn). Con tàu có chiều dài chung 67,10 m (220 ft 2 in), lớp vỏ trong chịu áp lực dài 50,50 m (165 ft 8 in), mạn tàu rộng 6,20 m (20 ft 4 in), chiều cao 9,60 m (31 ft 6 in) và mớn nước 4,74 m (15 ft 7 in).
Chúng trang bị hai động cơ diesel Germaniawerft F46 siêu tăng áp 6-xy lanh 4 thì, tổng công suất 2.800–3.200 PS (2.100–2.400 kW; 2.800–3.200 bhp), dẫn động hai trục chân vịt đường kính 1,23 m (4,0 ft), cho phép đạt tốc độ tối đa 17,7 kn (32,8 km/h), và tầm hoạt động tối đa 8.500 nmi (15.700 km) khi đi tốc độ đường trường 10 kn (19 km/h). Khi đi ngầm dưới nước, chúng sử dụng hai động cơ/máy phát điện AEG GU 460/8–27 tổng công suất 750 PS (550 kW; 740 shp). Tốc độ tối đa khi lặn là 7,6 kn (14,1 km/h), và tầm hoạt động 80 nmi (150 km) ở tốc độ 4 kn (7,4 km/h). Con tàu có khả năng lặn sâu đến 230 m (750 ft).
Vũ khí trang bị có năm ống phóng ngư lôi 53,3 cm (21 in), bao gồm bốn ống trước mũi và một ống phía đuôi, và mang theo tổng cộng 14 quả ngư lôi, hoặc tối đa 22 quả thủy lôi TMA, hoặc 33 quả TMB. U-250 được bố trí một hải pháo 8,8 cm SK C/35 cùng một pháo phòng không 3,7 cm (1,5 in) Flak M42 nòng đơn và một pháo phòng không 2 cm (0,79 in) nòng đôi trên boong tàu. Thủy thủ đoàn bao gồm 4 sĩ quan và 40-56 thủy thủ.

### Chế tạo
U-250 được đặt hàng vào ngày 5 tháng 6, 1941, và được đặt lườn tại xưởng tàu của hãng Friedrich Krupp Germaniawerft tại Kiel vào ngày 9 tháng 1, 1943. Nó được hạ thủy vào ngày 11 tháng 11, 1943, và nhập biên chế cùng Hải quân Đức Quốc Xã vào ngày 12 tháng 12, 1943 dưới quyền chỉ huy của Hạm trưởng, Đại úy Hải quân Werner-Karl Schmidt.

## Lịch sử hoạt động
Sau khi hoàn thành việc chạy thử máy và huấn luyện trong thành phần Chi hạm đội U-boat 5, U-250 được điều sang Chi hạm đội U-boat 8 từ ngày 1 tháng 8, 1944 để hoạt động trên tuyến đầu.
Sau khi chuyển căn cứ hoạt động từ Kiel đến Reval (nay là Tallinn, Estonia), rồi đến Zoppot (nay là Sopot, Ba Lan) vào giữa tháng 7, 1944, U-250 khởi hành từ Zoppot vào ngày 26 tháng 7 cho chuyến tuần tra duy nhất của nó trong chiến tranh trong vịnh Phần Lan. Vào ngày 30 tháng 7, nó đã phóng ngư lôi đánh chìm tàu tuần tra Liên Xô MO-105 (56 tấn) ở khu vực quần đảo Beryozovye, tại tọa độ 60°25′B 28°30′Đ / 60,417°B 28,5°Đ. Hải quân Liên Xô phản công bằng một cuộc truy lùng, và một lượt mìn sâu do tàu tuần tra MO-103 thả xuống đánh trúng U-250, khiến chiếc tàu ngầm bị thủng lườn tàu và đắm tại tọa độ 60°27′54″B 28°24′54″Đ / 60,465°B 28,415°Đ; 46 thành viên thủy thủ đoàn của U-250 đã tử trận, và sáu người sống sót bao gồm Đại úy Schmidt hạm trưởng bị bắt làm tù binh chiến tranh.
Vị trí U-250 bị đắm nằm ở vùng nước nông sâu 27 m (89 ft), và cho dù nơi đây ở gần lãnh thổ bị Đức chiếm giữ, phía Liên Xô quyết định cho trục vớt con tàu. Cho dù bị pháo bờ biển của Đức và Phần Lan thường xuyên quấy nhiễu, thợ lặn Liên Xô làm việc dưới sự che khuất của màn khói ngụy trang đã cho nổi con tàu trở lại vào ngày 14 tháng 9, và kéo đến Kronstadt để sửa chữa và khảo sát. Con tàu hoạt động cùng Hải quân Liên Xô như là chiếc TS-14 cho đến khi tháo dỡ vào ngày 20 tháng 8, 1945.

### Tóm tắt chiến công
U-250 đã đánh chìm được tám tàu buôn tổng tải trọng 43.945 GRT và hai tàu chiến tổng tải trọng 22.947 tấn, đồng thời gây hư hại cho ba tàu buôn khác:
| Ngày             | Tên tàu | Quốc tịch        | Tải trọng | Số phận      |
| ---------------- | ------- | ---------------- | --------- | ------------ |
| 30 tháng 7, 1944 | MO-105  | Hải quân Liên Xô | 56        | Bị đánh chìm |